# أو لي آو أو لي مالو
أو لي آو أو لي مالو (بالساموية: O le Ao o le Malo) والتي تعني زعيم الحكومة هو لقب الحاكم الأعلى أو الرئيس في دولة ساموا، وهو موصوف في الجزء الثالث من دستور ساموا لعام 1960. في الوقت الذي اعتمد فيه الدستور، كان من المتوقع أن يختير رؤساء الدول المستقبليين من بين زعماء تاما آغا "ماتاي" الأربعة بما يتماشى مع البروتوكول العرفي. ولكنه ليس مطلبًا دستوريًارلذلك يمكن اعتبار ساموا جمهورية برلمانية وليست ملكية دستورية.
رئيس ساموا الحالي هو فآليتوا سوالافي الثاني الذي انتخب لفترة خمس سنوات بدأت في 21 يوليو 2017، أُعيد انتخابه لولاية ثانية مدتها خمس سنوات في 24 أغسطس 2022، وجدد اليمين الدستورية في 19 أكتوبر.

## القائمة
رموز
- بالوكالة

- † توفي بالمنصب

| No. | الصورة | الاسم (الميلاد–الوفاة)                                       | الانتخابات | الفترة        | الفترة         | الفترة             | الحزب | رئيس وزراء ساموا                                                                      |
| No. | الصورة | الاسم (الميلاد–الوفاة)                                       | الانتخابات | ترك المنصب    | استلم المنصب   | المدة              | الحزب | رئيس وزراء ساموا                                                                      |
| --- | ------ | ------------------------------------------------------------ | ---------- | ------------- | -------------- | ------------------ | ----- | ------------------------------------------------------------------------------------- |
| 1   |        | Tupua Tamasese Meaʻole (1905–1963)                           | —          | 1 يناير 1962  | 5 أبريل 1963 † | 1 سنة و94 أيام     | مستقل | فيامي ماتافا فاوموينا مولينوو الثاني                                                  |
| 1   |        | ماليتوا تانونافيلي الثاني (1913–2007)                        | —          | 1 يناير 1962  | 11 مايو 2007 † | 45 سنوات و130 أيام | مستقل | فيامي ماتافا فاوموينا مولينوو الثاني Lealofi IV ‏ توفوغا إيفي Kolone Alesana Tuila'epa |
| –   |        | توفوغا إيفي (مواليد 1938) عضو Council of Deputies            | —          | 11 مايو 2007  | 20 يونيو 2007  | 40 أيام            | مستقل | Tuila'epa                                                                             |
| –   |        | فآليتوا سوالافي الثاني (مواليد 1947) عضو Council of Deputies | —          | 11 مايو 2007  | 20 يونيو 2007  | 40 أيام            | مستقل | Tuila'epa                                                                             |
| 2   |        | توفوغا إيفي (مواليد 1938)                                    | 2007       | 20 يونيو 2007 | 21 يوليو 2017  | 10 سنوات و31 أيام  | مستقل | Tuila'epa                                                                             |
| 2   | 2012   | توفوغا إيفي (مواليد 1938)                                    |            | 20 يونيو 2007 | 21 يوليو 2017  | 10 سنوات و31 أيام  | مستقل | Tuila'epa                                                                             |
| 3   |        | فآليتوا سوالافي الثاني (مواليد 1947)                         | 2017       | 21 يوليو 2017 | في المنصب      | 7 سنوات و243 أيام  | مستقل | Tuila'epa فيامي نعومي ماتافا                                                          |
| 3   | 2022   | فآليتوا سوالافي الثاني (مواليد 1947)                         |            | 21 يوليو 2017 | في المنصب      | 7 سنوات و243 أيام  | مستقل | Tuila'epa فيامي نعومي ماتافا                                                          |